# Границя
Границя — одне з основних понять математики, яке означає, що деякий об'єкт, змінюючись, нескінченно наближається до певного сталого значення. Точний зміст отримує лише при наявності коректного визначення поняття близькості між елементами (точками) множини, в якій вказана величина набуває значення. 
Основні поняття математичного аналізу — неперервність, похідна, інтеграл — визначають через границю.

## Границя послідовності
Стале число {\displaystyle a} називають границею послідовності {\displaystyle \{x_{n}\}_{n=1}^{\infty }}, якщо для кожного додатного числа {\displaystyle \varepsilon }, скільки б малим воно не було, існує такий номер {\displaystyle N}, що всі значення {\displaystyle x_{n}}, в яких номер {\displaystyle n>N}, задовольняють нерівність
{\displaystyle |x_{n}-a|<\varepsilon }
Той факт, що {\displaystyle a} є границею послідовності, позначають так: {\displaystyle \lim _{n\rightarrow \infty }x_{n}=a} або просто {\displaystyle \lim x=a} чи {\displaystyle x_{n}\rightarrow a,n\rightarrow \infty }. Номер {\displaystyle N} залежить від вибору числа {\displaystyle \varepsilon }. При зменшенні {\displaystyle \varepsilon } число {\displaystyle N} буде збільшуватись. Тобто, чим більш близькі члени {\displaystyle x_{n}} послідовності до {\displaystyle a} вимагати, тим більші значення їх індексів.

## Границя функції

Точка x знаходиться в межах δ одиниць c.

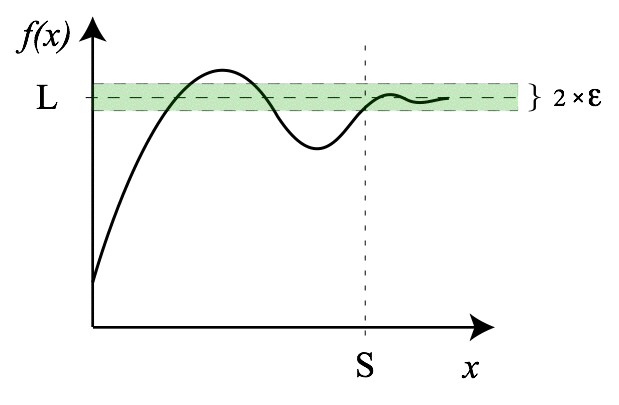
Для всіх x > S, f(x) перебуває в межах ε із L.

Нехай {\displaystyle A\subset \mathbb {R} }, причому {\displaystyle A\neq \emptyset }, і {\displaystyle x_{0}} — гранична точка множини {\displaystyle A}. Надалі будемо розглядати функції {\displaystyle f:\,A\to \mathbb {R} }.

### Означення за Коші
Число {\displaystyle a} називається границею функції {\displaystyle f} в точці {\displaystyle x_{0}}, якщо для кожного додатного числа {\displaystyle \varepsilon } існує додатне число {\displaystyle \delta } таке, що для довільного {\displaystyle x\in A\cap (x_{0}-\delta ,x_{0}+\delta )\setminus \{x_{0}\}} виконується нерівність {\displaystyle |f(x)-a|<\varepsilon .}
Позначення:
{\displaystyle a=\lim _{x\to x_{0}}{f(x)}}
або
{\displaystyle f(x)\to a} при {\displaystyle x\to x_{0}}.
Під {\displaystyle \varepsilon } і {\displaystyle \delta } можна розуміти як «похибку» та «відстань» відповідно. У цих позначеннях похибка {\displaystyle \varepsilon } обчислення значення границі зменшується при зменшенні відстані {\displaystyle \delta } до граничної точки.

### Означення за Гейне
Число {\displaystyle p} називається границею функції {\displaystyle f} в точці {\displaystyle x_{0}}, якщо для довільної послідовності {\displaystyle \left\{x_{n}\right\}_{n=1}^{\infty }\subset A}, {\displaystyle x_{n}\neq x_{0}} при {\displaystyle n\in \mathbb {N} }, що збігається до числа {\displaystyle x_{0}}, відповідна послідовність значень функції {\displaystyle \left\{f\left(x_{n}\right)\right\}_{n=1}^{\infty }} збіжна і має границею одне і теж саме число {\displaystyle p}.

Наприклад, 
{\displaystyle f(x)={\frac {x^{2}-1}{x-1}}}.
Як видно f(1) не визначено, але коли x наближається до 1, то f(x) відповідно наближається до 2:
| f(0.9) | f(0.99) | f(0.999) | f(1.0)       | f(1.001) | f(1.01) | f(1.1) |
| 1.900  | 1.990   | 1.999    | не визначено | 2.001    | 2.010   | 2.100  |

Таким чином, f(x) можна зробити як завгодно близьким до границі 2, просто зробивши x досить близьким до 1. Тобто
{\displaystyle \lim _{x\to 1}{\frac {x^{2}-1}{x-1}}=2.}
Це також можна обчислити алгебраїчно як {\textstyle {\frac {x^{2}-1}{x-1}}={\frac {(x+1)(x-1)}{x-1}}=x+1} для всіх дійсних чисел x ≠ 1.
Оскільки {\textstyle x+1} визначене при {\textstyle x=1}, то можна підставити 1 замість x, що приведе до рівності
{\displaystyle \lim _{x\to 1}{\frac {x^{2}-1}{x-1}}=1+1=2.}
На додаток до границь зі скінченними значеннями, функції також можуть мати границі в нескінченності. Наприклад, розглянемо функцію
{\displaystyle f(x)={\frac {2x-1}{x}}},
для якої
- f(100) = 1.9900
- f(1000) = 1.9990
- f(10000) = 1.9999

Коли x стає надзвичайно великим, значення f(x) наближається до 2, а значення f(x) можна наблизити до 2, зробивши x достатньо великим. Отже, у цьому випадку границя f(x) при x, що прямує до плюс нескінченності, дорівнює 2, або в математичному записі
{\displaystyle \lim _{x\to +\infty }{\frac {2x-1}{x}}=2.}

## Обчислюваність границі
Границю іноді може бути важко обчислити. Існують граничні вирази, модуль збіжності яких нерозв’язний. У теорії обчислюваності гранична лема показує, що нерозв’язні задачі можна кодувати, використовуючи границі.